# Ian Garrison
Ian Garrison (Decatur, 14 april 1998) is een Amerikaans wielrenner.

## Carrière
Als junior werd Garrison in 2015 zesde in het eindklassement van de Ronde van Abitibi, nadat hij in de individuele tijdrit de vierde tijd had gereden. In 2016 won hij één etappe en werd hij achtste in het eindklassement van diezelfde wedstrijd. Op het wereldkampioenschap van dat jaar werd hij, achter landgenoot Brandon McNulty en Mikkel Bjerg, derde in de tijdrit.
In 2017 sprintte Garrison, achter Jacob Hennessy naar de tweede plaats in Gent-Wevelgem/Kattekoers-Ieper. In mei werd hij, achter José Rodríguez, tweede op het Pan-Amerikaanse kampioenschap tijdrijden voor beloften. Zijn eerste UCI-overwinning bij de eliterenners behaalde hij in juni, toen hij de vierde etappe van de Ronde van Beauce won door Robin Carpenter en Matteo Dal-Cin te verslaan in een sprint met drie. In de eerste etappe was hij al dicht bij een zege, maar Émile Jean versloeg hem in een sprint-à-deux. Op het nationale kampioenschap tijdrijden voor beloften werd hij vijfde, nadat hij vijf dagen eerder al zeventiende bij de eliterenners was geworden. Omdat zijn ploeg in 2018 een stap hogerop deed, werd Garrison dat jaar prof.
In 2019 werd Garrison bij zowel de beloften, als bij de elite Amerikaans kampioen tijdrijden. Bij de elite bleef hij Neilson Powless, van Team Jumbo-Visma, 28 seconden voor. Garrison was de eerste Amerikaans sinds Taylor Phinney die in één jaar bij zowel de beloften, als de elite nationaal kampioen tijdrijden werd.

## Overwinningen
2016
4e etappe Ronde van Abitibi
2017
4e etappe Ronde van Beauce
2019
 Amerikaans kampioen tijdrijden, Beloften
 Amerikaans kampioen tijdrijden, Elite

## Resultaten in voornaamste wedstrijden
| Jaar | Ronde van Italië | Ronde van Frankrijk | Ronde van Spanje |
| ---- | ---------------- | ------------------- | ---------------- |
| 2020 |                  |                     | 127e             |
| 2021 |                  |                     |                  |

| Jaar | Amstel Gold Race | Waalse Pijl |
| ---- | ---------------- | ----------- |
| 2020 |                  | 141e        |
| 2021 | opgave           |             |

## Ploegen
- 2017 –  Axeon Hagens Berman
- 2018 –  Hagens Berman Axeon
- 2019 –  Hagens Berman Axeon
- 2020 –  Deceuninck–Quick-Step
- 2021 –  Deceuninck–Quick-Step
- 2022 –  L39ion of Los Angeles

Anderson · Barta · Blevins · Brown · Costa · Curran · Dunbar · Garrison · Lawless · Narváez · I. Oliveira · R. Oliveira · Owen · Powless · Rice · Young
Almeida · Anderson · Barta · Bennett · Bjerg · Blevins · Brown · Costa · Davis · Garrison · Mostov · I. Oliveira · R. Oliveira · Philipsen · Revard · Rice · Zijlaard
Alaphilippe  · Almeida · Archbold · Asgreen · Bagioli · Ballerini · Bennett · Cattaneo · Cavagna · Declercq · Devenyns · Evenepoel   · Garrison · Hodeg · Honoré · Jakobsen · Jungels · Keisse · Knox · Lampaert · Masnada · Mørkøv · Sénéchal · Serry · Steels · Steimle · Štybar · Van Lerberghe · Quinn (stagiair) · Vansevenant (stagiair)
Alaphilippe  · Almeida · Archbold · Asgreen · Bagioli · Ballerini · Bennett · Cattaneo · Cavagna · Cavendish · Černý · Declercq · Devenyns · Evenepoel · Garrison · Hodeg · Honoré · Jakobsen · Keisse · Knox · Lampaert · Masnada · Mørkøv · Sénéchal · Serry · Steels · Steimle · Štybar · Van Lerberghe · Vansevenant · Osborne (stagiair) · Van Tricht (stagiair)